# Орна земля
О́рні зе́млі, рілля́ — земельні ділянки, які систематично обробляються і використовуються під посіви сільськогосподарських культур, а також чисті пари, площі парників і теплиць. До ділянок орної землі не належать сіножаті і пасовища, що розорані з метою їх докорінного поліпшення і використовуються постійно під трав'яними кормовими культурами для сінокосіння та випасу худоби, а також міжряддя садів, які використовуються під посіви. Рілля́ (орна земля) — найважливіше сільськогосподарське угіддя.

## Історія і сьогодення
Площа ріллі зазнала впродовж віків значного збільшення завдяки заорюванню степів і одночасного вирізування та корчування лісів. Наприкінці  XVIII ст., перед розорюванням південних степів України, рілля на території сучасної України займала понад 30 % всієї площі, у 1890 році — 60 %, у 1920-х роках — 68 %. Пізніше, площа ріллі зазнала зменшення через зайняття великих просторів на будівлі, промислові об'єкти, шляхи та водоймища. Майже вся рілля була зайнята під посівну площу (1969 в УРСР — 96 %; 1940 — 91 %, 1913 — 81 %).
Розміщення ріллі є нерівномірним, залежно від природних умов. На території України рілля займає 34,1 млн га (без садиб; з садибами — 36 млн га), тобто 53,3 (57,6) % від всієї площі і 80,3 % всіх сільськогосподарських угідь. Сьогодні орна земля становить понад ⅔ всієї площі лісостепу й степу, ⅓ — у лісовій смузі, і лише 14 % — у Карпатах. Понад 70 % площі ріллі знаходяться в областях: Кіровоградській, Миколаївській, Запорізькій і Вінницькій, найменше — у Закарпарпатській (14 %), Рівенській (31 %) і Волинській (34 %).
На Кубані (Краснодарський край, РФ) рілля становить 4,5 млн га (54 % всієї площі і 85,3 % сільськогосподарських угідь), на всіх українських землях (разом з садибами) — приблизно 60 млн га (59 % всієї території і 83 % сільськогосподарських угідь).

### Вплив російсько-української війни
З початку російського вторгнення в Україну, кількість полів, з яких аграрії України змогли в 2024 році зібрати врожай, скоротилась на 20 %. «Ми маємо об'єктивні фактори здорожчання продуктів. Наприклад, кількість полів, з яких ми збираємо врожай, сьогодні на 20 % менше, ніж до війни. Цього року ми зібрали врожай з площі 19,8 млн га», — повідомив в ефірі «Єдиних новин» міністр аграрної політики та продовольства України Віталій Коваль.

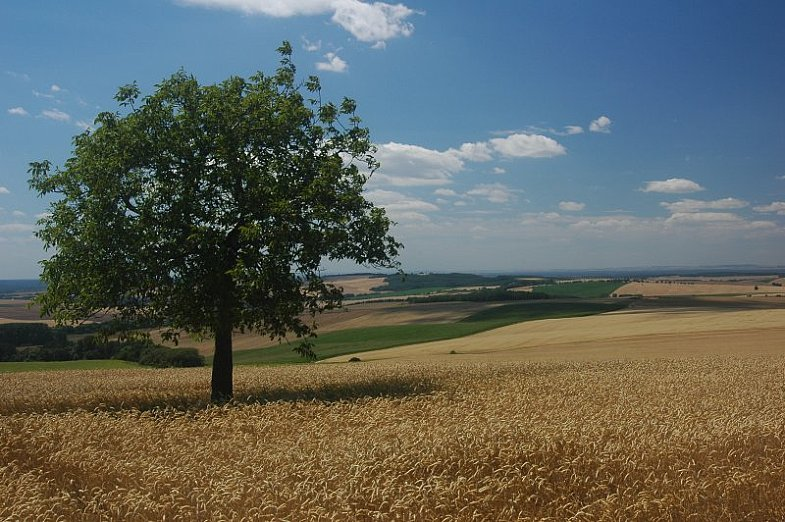
Сільськогосподарський краєвид Центральної Європи
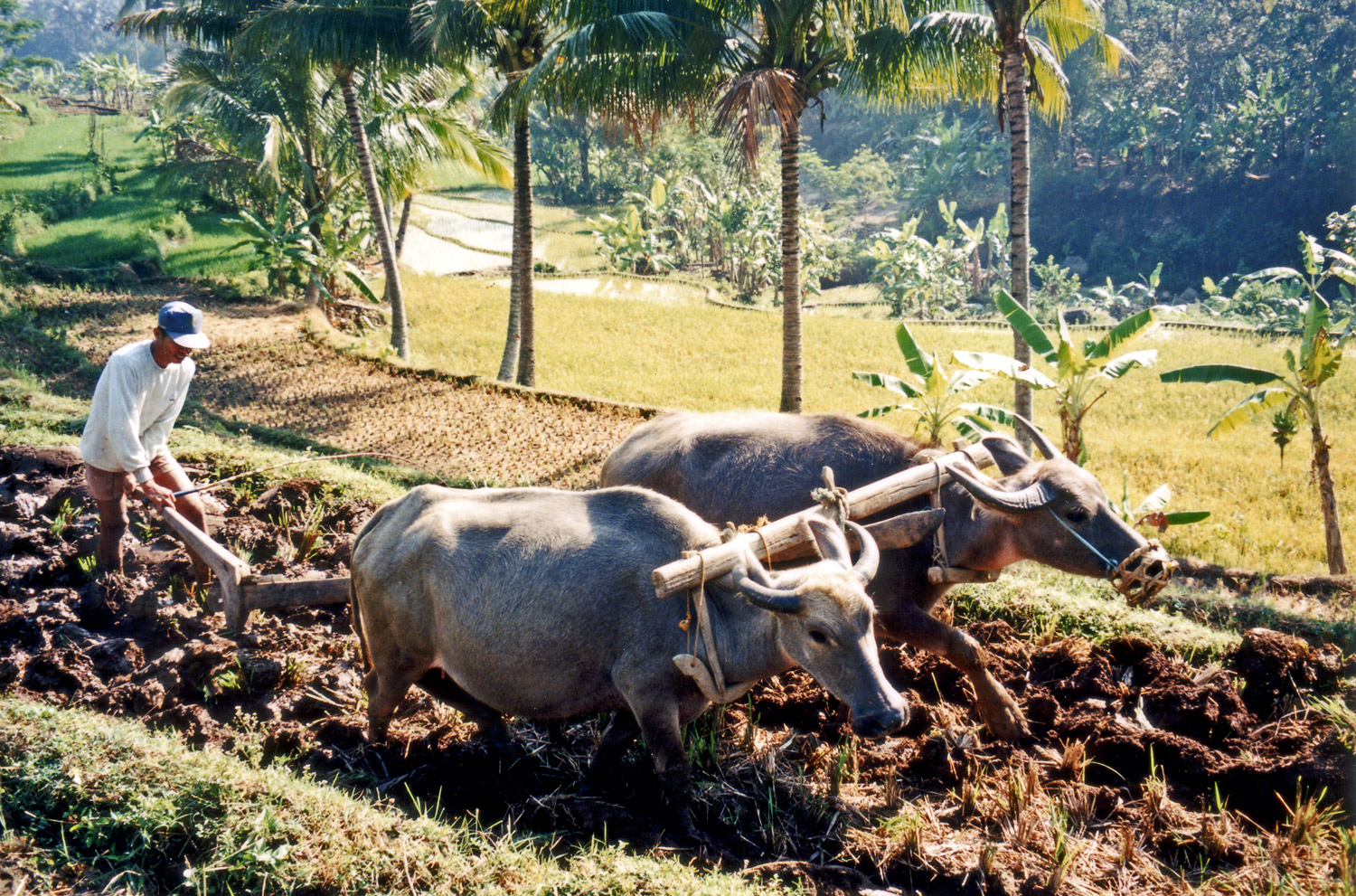
Оранка водними буйволами на острові Ява, Індонезія
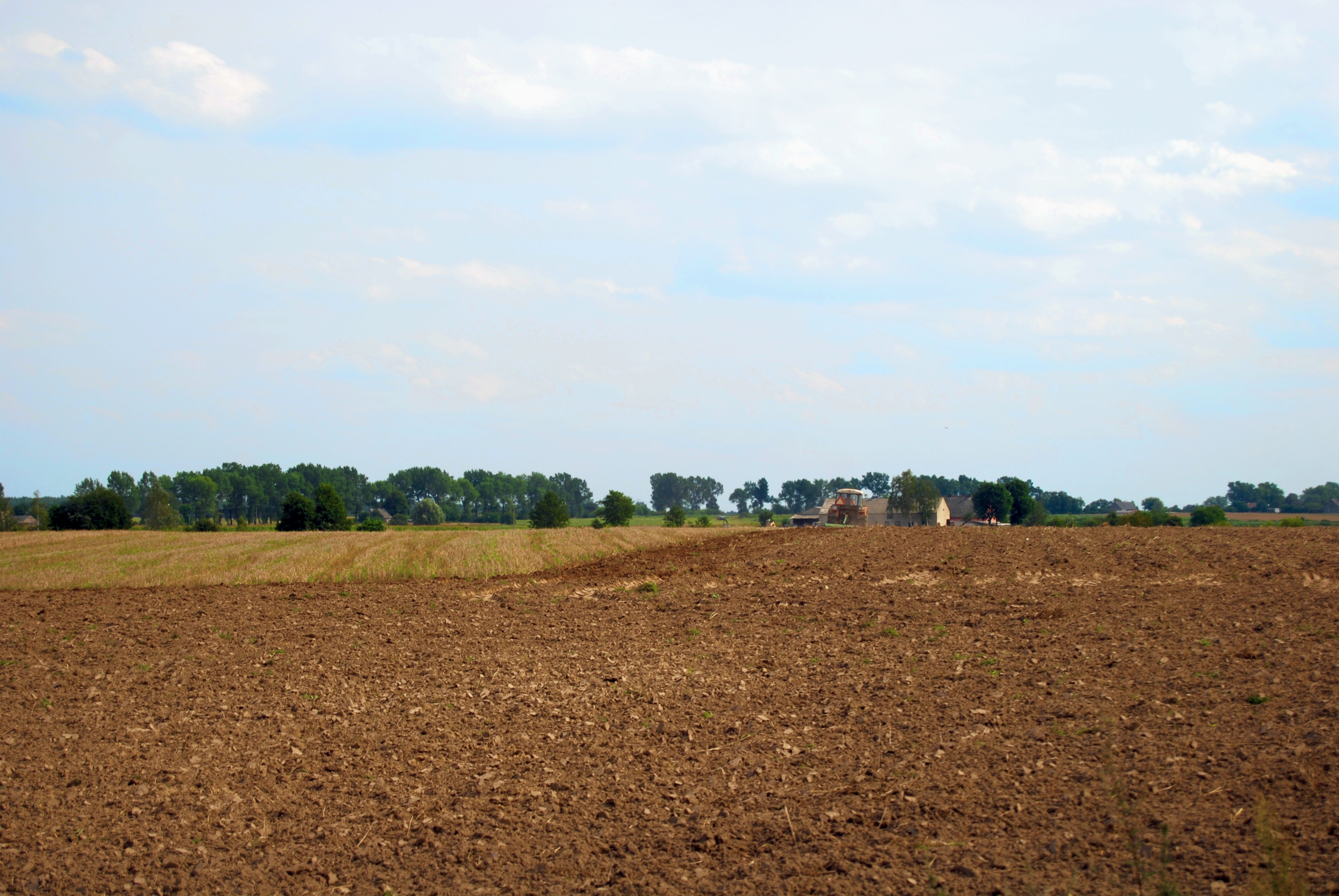
Рілля